# Entretiens de Royaumont
 (novembre 2023).
Les Entretiens de Royaumont sont un forum libéral de discussion et de réflexion sur la politique, l'économie et la société, se déroulant chaque année à l'abbaye de Royaumont, et ayant depuis 2013 des prolongements à l'étranger.

## Historique
À partir de 1936, l'industriel Henry Goüin, héritier de l'abbaye de Royaumont (rachetée par sa famille à la congrégation des Sœurs de la Sainte Famille de Bordeaux lors de la loi de séparation des Églises et de l'État en 1905) commence la restauration de l'ancien monastère avec son épouse Isabel.
En 1964, avec l'appui d'André Malraux, Henry et Isabel Gouïn apportent en dotation leur propriété de l'abbaye dans le but de créer la Fondation Royaumont (Goüin-Lang) pour le progrès des sciences de l'Homme. Première fondation privée à caractère culturel en France, elle assure l'organisation régulière de colloques, rencontres, spectacles autour de la musique de chambre, du chant et de la danse,,. Mais le cycle des Entretiens s'éteint dans les années 1970.
Jérôme Chartier relance en 2003, avec le soutien de Serge Dassault, Charles Milhaud, Jean-Luc Decornoy et Vincent Montagne, le cycle des Entretiens de Royaumont. Il s'y consacre pleinement après son retrait de la vie politique en 2020. Selon Libération, les rencontres s'inscrivent dans un positionnement politique « droite catho mais large d'esprit ».
Ils bénéficient du soutien financier de sponsors privés, parmi lesquels Axa, BNP Paribas, TotalEnergies, Orange.
Une évolution vers des thématiques sociétales ou philosophiques s'est fait jour à la fin des années 2010 : en 2018, « Être une femme » ; en 2021, « La méritocratie » ; en 2022, « La troisième voie ». Le sujet des Entretiens de décembre 2023, « Croire », suit cette nouvelle orientation.

## Prolongement international dans le même esprit que les Entretiens de Royaumont
En Pologne, à Varsovie, en novembre 2013, Jérôme Chartier et Carole Vézilier, commissaire général de la manifestation, lancent au château royal, la première édition des « Entretiens de Varsovie », directement inspirés des « Entretiens de Royaumont », et organisés par la Chambre de commerce et d'industrie française en Pologne (CCIFP) sous le patronage de l'ambassade de France, du Sénat de la république de Pologne et de la Fondation Jean Monnet pour l'Europe. Trois autres sessions se sont déroulées à Varsovie : 2014 avec pour thème « L'Europe a-t-elle manqué le virage du numérique » ; 2018 avec « L'ère des robots ou la nouvelle révolution » et 2019, avec « Être une femme ».
En Espagne, en 2014 avec pour thème « Impôt, dépense publique, croissance : construire un triangle vertueux » et 2015 avec « L'Espagne face aux défis énergétiques ».
Au Maroc, en 2016 à Rabat, avec pour thème « Le Green, levier de croissance du Royaume » et en 2022 à Casablanca, avec « Les Nouvelles Technologies : une contribution majeure pour relever le défi éducatif au Maroc ».
Aux Émirats arabes unis, en 2016 à Abu Dhabi, avec pour thème « Abu Dhabi et le développement durable : 40 ans de convictions » puis en 2018 avec « Le Green et les nouvelles technologies » ; en 2021 à Dubaï avec pour thème « Méritocratie » ; puis en 2022 de nouveau à Abu Dhabi, avec pour thème « Les Émirats arabes unis : vers un hub international de talents ».
En Côte d'Ivoire, à Yamoussoukro en 2019, avec pour thème « La Côte d'Ivoire à l'heure des robots et de l'intelligence artificielle ».
Aux États-Unis, à New-York, édition organisée avec la Fondation Tocqueville en 2023, avec pour thème « Désinformation, complotisme, réseaux sociaux : la nouvelle fabrique de la violence en démocratie ».
Le lien entre ces manifestations à l'étranger et le cycle régulier des Entretiens qui se tiennent chaque année à l'abbaye de Royaumont repose sur la recherche de débats éclairés sur des thématiques à la fois propres aux États où se tiennent ces conférences mais aussi universelles. Cet « esprit de Royaumont », formalisé depuis 2018 par une convention, a aussi pour but de promouvoir la francophonie, les débats devant se tenir dans au moins deux langues, la langue locale et le français.[réf. souhaitée]
Les Entretiens de Royaumont soutiennent l'œuvre philanthropique de La ville des pauvres et des enfants, fondée par le père Pedro Opeka. Dans la bibliothèque de la ville des pauvres a été inaugurée le 4 novembre 2023 la salle Royaumont-Telma, équipée pour l'enseignement à distance et financée par le groupe AXIAN de l'entrepreneur franco-malgache Hassanein Hiridjee.
Selon Libération, ces manifestations ont pu concourir à promouvoir François Fillon, qui a participé en tant que conférencier à quatre d'entre elles, entre 2014 et 2016.